# Diplomatik
Diplomatik er navnet på den historiske hjælpevidenskab, der handler om kritisk prøvning, læsning og fortolkning af historiske diplomer. Den involverer blandt andet palæografi, historisk kronologi og sigillografi – ikke at forveksle med diplomati, der er noget ganske andet.

## Diplomatikkens historie
Diplomatikkens oprindelse hænger nøje sammen med de mange fabrikationer af falske breve i middelalderen og de senere lærde falsknerier. Forsøgene på at udskille disse falske breve og påvise deres uægthed danner oprindelsen til de diplomatiske studier. I middelalderen vidste man godt, at der var mange falske breve, og man har også flere eksempler på, at breve er blevet forkastet som uægte, men i de fleste tilfælde anvendte man ikke nogen kritik og tog alle breve for gode varer.
Nogen virkelig systematisk kritik var der heller ikke tale om ved Laurentius Vallas behandling af det konstantinske gavebrev og Matthias Flaccus' af de pseudoisidoriske dekretaler. En sådan kom først frem i 1600-tallet i Tyskland og Frankrig. I Tyskland udgav i 1672 den kendte professor Hermann Conring i Helmstedt, hvis dom var blevet ønsket i en strid mellem klostret og byen Lindau om et af en kejser Ludvig udstedt diplom, sin Censura diplomatis quod Ludovico imperatori fert acceptum coenobium Lindaviense. Her slår han for første gang systematisk ind på den rigtige vej ved at sammenligne de tvivlsomme dokumenter med utvivlsomt ægte dokumenter af samme udsteder og derved vinde faste holdepunkter for deres bedømmelse.
Allerede tre år efter udkom den lærde udgiver af Acta sanctorum jesuitten Papebrochs Propylæum antiquarium circa veri ac falsi discrimen in vetustis membranis, hvor han med stor skarpsindighed kritiserede forskellige diplomer, men på grund af sit mangelfulde materiale også gjorde sig skyldig i mange fejltagelser. Da han havde udtalt sig meget skarpt om alle ældre diplomer, deriblandt også om nogle trykte diplomer fra klostret Saint-Denis, gav dette anledning til, at benediktinerkongregationen i Saint-Maur optog kampen mod ham. Jean Mabillon (1632-1707), leder af Acta sanctorum ordinis St. Benedicti, udgav 1681 sit berømte værk De re diplomatica libri VI, hvor han ikke blot gendrev sin modstanders påstande, men også opstillede et helt system for den diplomatiske kritik, baseret på et omhyggeligt studium af en mængde diplomer fra franske og italíenske klostre. Ved dette værk hævedes diplomatikken til en videnskab, selvom værket blev angrebet stærkt fra flere sider, blandt andet af englænderen Hickes.
Benediktinerne vedblev efter Mabillons død med deres studier i diplomatik, og udbyttet blev ordensbrødrene Toustain og Tassins værk Nouveau traité de diplomatique (seks bind, 1750-1765). I Tyskland blev der også drevet ivrige studier i diplomatik i 1700-tallet. Af mere kendte navne kan nævnes J.F. Joachim i Halle (Einleitung zur Teutschen Diplomatik, 1748), J.G. Gatterer (Praktische Diplomatik, 1799) og Schonemann (Versuch eines vollständigen Systems der allgemeinen, besonders älteren Diplomatik, 1801-1802).
I 1800-tallet blev der gjort meget for at fremme studier i diplomatik. En stor mængde diplomer blev trykt, til dels i forbilledlige udgaver, ligesom også mange blev faksimileret, hvilket lettede studierne meget. I Frankrig blev École nationale des chartes stiftet i 1821 og fortsatte benediktinernes traditioner. Den teoretiske behandling gjorde også store fremskridt. De berømteste navne indenfor det område er Leopold Delisle (1826-1910), direktør for nationalbiblioteket i Paris, Julius Ficker (1826-1902), professor i Innsbruck, og Theodor von Sickel (1826-1908) i Wien. Ficker fremhævede særligt nødvendigheden af at studere hvert enkelt diploms tilblivelseshistorie, da mange uregelmæssigheder lod sig forklare af den. Sickel lagde særlig vægt på skriftsammenligningen, og han nøjedes her ikke med at studere de almindelige træk i en bestemt tids skrift, men underkastede den enkelte skrivers individuelle ejendommeligheder den omhyggeligste undersøgelse og opstillede ad den vej regler for afgørelsen af diplomers ægthed.